# Lenggongdalen
Lenggongdalen vid orten Lenggong i distriktet Hulu Perak, delstaten Perak, Malaysia är ett av Malackahalvöns viktigaste arkeologiområden. Utgrävningar har avtäckt spår av Malaysias förhistoria. Platsen är en av de äldsta kända platserna för mänsklig aktivitet på halvön. Lenggongdalen kan liknas vid ett friluftsmuseum och ett ställe där skelett, grottmålningar och värdefulla fynd såsom smycken, lergods, vapen och stenverktyg hittats. Många av grottorna i Lenggongområdet har bevis på att forntida människor bodde och jagade i området.
Lenggong ligger cirka 100 km norr om Ipoh, vid väg 76 mellan Kuala Kangsar och Gerik. Vägen till Lenggong omges främst av oljepalmgårdar och djungel. Nötkreatur och vattenbufflar är en del av jordbruket och ses ofta längs vägen.[källa behövs] Djungeln (omkring en miljon år gammal) hotas nu av omfattande illegal skogsavverkning.[källa behövs]
Lenggongdalen sattes 4 januari 2010 upp på Malaysias tentativa världsarvslista. 30 juni 2012 blev Lenggongdalen ett världsarv.

## Förhistoriens Malaysia

### Arkeologi
Malaysia anses vara ett väldigt ungt land arkeologiskt sett med en relativt nutida förhistoria. I Afrika, framträdde människans föregångare för omkring 3-5 miljoner år sedan. Deras ättlingar migrerade ut ur Afrika och deras förhistoriska lämningar har hittats över hela Europa och Asien. Såväl Javamannen och Pekingmannen levde för omkring 300 000 år sedan. I Malaysia är den äldsta lämningen en människoskalle som hittats i Niahgrottorna i Sarawak. Denna har daterats vara omkring 40 000 år gammal. På Semenanjunghalvön, är historien än mer nära vår tid och börjar i Lenggong för omkring 31 000 år sedan.
Många tror att Bujangdalen i Kedah är en av de äldsta platserna, men dess historia sträcker sig endast cirka 1 500 år bakåt.[källa behövs] Alla arkeologiska lämningar som hittats i Lenggong har varit kopplade till grottor med två undantag: platserna Kota Tampan och Bukit Jawa. Dessa två är Malaysiahalvöns enda paleolitiska platser.
Kota Tampan är den äldsta kända platsen i Malaysia för mänsklig bosättning. Utgrävningar i Kota Tampan, som inleddes 1938, har avslöjat ett orört område för produktion av stenverktyg. Stenverktyg gjordes med hjälp av utrustning såsom städ och hammarstenar. Omkring 50 000 bitar sten har hittats och dokumenterats. Kulturen i Kota Tampan refereras som Tampanisk. Verkstaden daterades från början vara 30 000 år gammal, men denna datering har nu reviderats till 75 000 år. Även om verkstaden i Kota Tampan idag ligger på en sluttning och i en oljepalmsplantage, låg den ursprungliga platsen vid en sjöstrand. Man tror att verstaden övergavs för omkring 75 000 år sedan på grund av ett vulkanutbrott vid Tobasjön på Sumatra, omkring 250 km bort. Det finns ett stort tidsmellanrum på en 17 000 år mellan Kota Tampan och nästa arkeologiska fyndplats, Gua Gunung Runtuh, som har tillskrivits de förödande effekterna av Tobautbrottet.
För inte så länge sedan har ett lag genomfört utgrävningar på en plats vid Bukit Jawa. Denna har daterats vara 200 000 år gammal. Bukit Jawa är med denna datering avsevärt äldre än verkstaden Kota Tampan, som bara ligger 6 km bort.